# Ștefania Cristescu-Golopenția
Ştefania Cristescu-Golopenţia (née Ştefania Cristescu le 12 février 1908 à Craiova, Roumanie - morte le 29 mars 1978 à Bucarest) est une ethnologue roumaine,.

## Biographie
Ştefania Cristescu a obtenu son baccalauréat à la Faculté des lettres et de philosophie de Bucarest (ro) en 1930. En 1930-1932, elle a été guidée pour la thèse de doctorat en sociologie et philologie par Dimitrie Gusti (en) et Ovid Densușianu et a travaillé à l'Institut de statistique. Elle part à la fin de 1932 pour se spécialiser en France. Elle a étudié avec Marcel Cohen (linguistique, ethnographie et sociologie), Antoine Meillet et Marcel Mauss à la Sorbonne puis à l'École pratique des hautes études⁠ et au Collège de France. En 1934, elle obtient son diplôme de sociologie à la Sorbonne.
Entre 1934 et 1936, elle poursuit ses études de doctorat et travaille comme bibliothécaire au séminaire de sociologie. Elle a enseigné la langue et la littérature roumaines à Caransebeş (1936-1938) puis à Bucarest (1940-1952). Après la mort de son mari, le sociologue Anton Golopenția (en), elle a enseigné en lycée (1952-1963),.
Elle a publié dans les périodiques Arhiva pentru ştiinţa şi reforma socială, Sociologie românească et Revista de folclor.

## Publications
- Credințe și rituri magice, Bucarestt, 1944
- Descântece din Cornova - Basarabia, Providence (USA), 1984
- Gospodăria în credințele și riturile magice ale femeilor din Drăguș (Făgăraș), avant-propos et notes de Sanda Golopenția-Eretescu (ro), Paideia, Bucarest, 2002
- Sporul vieții, journal, études et correspondance, texte établi, introduction et notes par Sanda Golopenția, Paideia, Bucarest, 2007